# علم القيافة
القيافة ومعناها في القاموس هي اتباع الأثر. واصطلاحاً القيافة هي إلحاق الأولاد بآبائهم وأقاربهم، استنادا إلى علامات وإلى شبه بينهم، والتعرف على نسب المولود بالنظر إلى أعضاء جسمهِ وأعضاء والده، وهذا كان شائعاً في الجاهلية، لكن نهى عنه الإسلام وجعل موازين شرعية في كيفية إلحاق الأولاد بالآباء مع الجهل، وتأتي بمعنى تتبع أثر شخص ما مثل: قافَ أثرَ الشَّخص تَبِعه أو تقوف الشُّرْطةُ أثرَ اللِّصِّ. والشخص القائف هو الذي يعرف نسب الإنسان بفراسته ونظره إلى الأعضاء والذي يعرف الآثارَ أو هو خبير بالآثار ليستدلَّ بها على الجنايات.
وهو أيضا قد يقصد بهِ علم قص الأثر أو علم معرفة الطريق وأشتهر به البدو في الصحراء من العرب وأشهر من عرف به آل مدلج بن مرة من قبيلة كنانة، ويقصد به متابعة أثر الماشي في الصحراء على الرمل حتى يعلموا أين ذهب. وهو من العلوم التي أندرست حالياً. ولقد قام كفار قريش باستخدام أحد القاصين للأثر من بني مدلج عندما علموا بهجرة النبي محمد من مكة للمدينة ليقتفي أثره ويمسكوا به.
ومن أشهر القائفين هو مُجَزِّز المدلجي الكناني، وهو صحابي وقائف مشهور استخدمه النبي محمد لإثبات أبوة زيد بن حارثة لابنه أسامة، وشهد كذلك من الفتوحات فتح مصر.

## حكم القيافة في إثبات النسب
اختلف الفقهاء في اعتماد القيافة كواحد من أدلة إثبات النسب على قولين:
1. فذهب الجمهور من المالكية والشافعية والحنابلة إلى اعتماد القيافة في إثبات النسب عند التنازع وعدم وجود دليل أقوى منها، أو عند تعارض الأدلة الأقوى منها. واستدلوا بما روي عن عائشة قالت: إن رسول الله صلى الله عليه وسلم دخل علي مسروراً تبرق أسارير وجهه، فقال: «ألم تري أن مجززاً نظر آنفاً إلى زيد بن حارثة وأسامة ابن زيد فقال: إن هذه الأقدام بعضها من بعض».

وفي سنن أبي داود أنهم كانوا في الجاهلية يقدحون في نسب أسامة لأنه كان أسود شديد السواد مثل القار، وكان زيد أبيض مثل القطن. فسرور النبي صلى الله عليه وسلم بقول القائف إقرار منه بجواز العمل به في إثبات النسب. وأصول الشرع وقواعده والقياس الصحيح يقتضي اعتبار الشبه في لحوق النسب، والشارع متشوف إلى اتصال الأنساب وعدم انقطاعها، فلا يستبعد أن يكون الشبه الخالي عن سبب مقاوم له كافياً في ثبوته.
واعتماد القيافة كدليل لإثبات النسب يعمل به -عند الشافعية والحنابلة -في إثبات نسب ولد الزوجة أو الأمة.
وهو رواية ابن وهب عن مالك، والمشهور من مذهب مالك أن القيافة إنما يقضى بها في ملك اليمين فقط، لا في النكاح.
2. وذهب الحنفية إلى أن النسب لا يثبت بقول القافة؛ لأن الشرع حصر دليل النسب في الفراش، لقول النبي صلى الله عليه وسلم: «الولد للفراش»، وغاية القيافة إثبات المخلوقية من الماء لا إثبات الفراش، فلا تكون حجة لإثبات النسب، وقد شرع الله عز وجل حكم اللعان بين الزوجين عند نفي النسب، ولم يأمر بالرجوع إلى قول القائف لأن مجرد الشبه غير معتبر، فلا يثبت النسب إلا بالنكاح أو ملك اليمين.

## شروط القيافة
يشترط في القيافة لإلحاق النّسب شروط منها:
أ - عدم قيام مانع شرعيّ من الإلحاق بالشبه، فلو نفى نسب ولده من زوجته، فإنّه يلاعنها ولا يلتفت إلى إثبات الشبه بقول القافة ; لأنّ الله عز وجل شرع إجراء اللّعان بين الزوجين عند نفي النّسب، وإلغاء الشبه باللّعان من باب تقديم أقوى الدليلين على أضعفهما. ولا يعتبر الشبه كذلك إذا تعارض مع الفراش، يدلّ عليه ويوضّحه قضية سعد بن أبي وقاص وعبد بن زمعة، فعن عائشة رضي الله عنها قالت: «اختصم سعد بن أبي وقاص وعبد بن زمعة إلى رسول الله صلى الله عليه وسلم في ابن أمة زمعة، فقال سعد: أوصاني أخي عتبة إذا قدمت مكة أن أنظر إلى ابن أمة زمعة فأقبضه فإنّه ابنه، وقال عبد بن زمعة: أخي ابن أمة أبي، ولد على فراش أبي، فرأى رسول الله صلى الله عليه وسلم شبهاً بيّناً بعتبة، فقال: الولد للفراش... واحتجبي عنه يا سودة» فقد ألغى النبيّ صلى الله عليه وسلم الشبه وألحق النّسب بزمعة صاحب الفراش.
ب - وقوع التنازع في الولد نفياً أو إثباتاً وعدم وجود دليل يقطع هذا التنازع، كما إذا ادعاه رجلان أو امرأتان، وكما إذا وطئ رجلان امرأةً بشبهة وأمكن أن يكون الولد من أحدهما، وكلّ منهما ينفيه عن نفسه، فإنّ الترجيح يكون بقول القافة. أما إذا ادعاه واحد فإنّه يكون له، ولا يقوم التنازع حقيقةً فيما بينهما إذا تعين الولد لأحدهما، فلو ادعى اللقيط رجلان، وقال أحدهما: هو ابني، وقال الآخر: بنتي، فإن كان اللقيط ابناً فهو لمدعيه، وإن كانت بنتاً فهي لمدعيها ; لأنّ كل واحد منهما لا يستحقّ غير ما ادعاه.
ج - إمضاء القاضي قول القائف عند التنازع فيما نص عليه الشافعية، فلا يلزم قوله على هذا إلا بإمضاء القاضي له، جاء في حاشية الجمل: ولا يصحّ إلحاق القائف حتى يأمر القاضي، وإذا ألحقه اشترط تنفيذ القاضي إن لم يكن قد حكم بأنّه قائف، ورأى الزركشيّ أنّ القائف إن ألحقه بأحدهما فإن رضيا بذلك بعد الإلحاق ثبت نسبه، وإلا فإن كان القاضي استخلفه وجعله حاكماً بينهما جاز، ونفذ حكمه بما رآه، وإلا فلا يثبت النّسب بقوله وإلحاقه حتى يحكم الحاكم.
د - حياة من يراد إثبات نسبه بالقيافة، وهو شرط عند المالكية، جاء في مواهب الجليل: أنّها إن وضعته تماماً ميّتاً لا قافة في الأموات، ونقل الصقلّيّ عن سحنون: إن مات بعد وضعه حيّاً دعي له القافة، قال الحطاب: ويحتمل ردّهما إلى وفاق ; لأنّ السماع (أي لابن القاسم) فيمن ولد ميّتاً، وقول سحنون فيما ولد حيّاً.
ولم يشترط الشافعية حياة المقوف، فإذا كان ميّتاً جاز إثبات نسبه بالقافة ما لم يتغير أو يدفن.
هـ - حياة من يلحق به النّسب: اشترط كثير من المالكية حياة الملحق به، فعن سحنون وعبد الملك أنّه لا تلحق القافة الولد إلا بأب حيّ، فإن مات فلا قول للقافة في ذلك من جهة قرابته إذ لا تعتمد على شبه غير الأب، ويجوز عند كثير من المالكية عرض الأب على القافة إن مات ولم يدفن، جاء في التبصرة: ولا تعتمد القافة إلا على أب موجود بالحياة. قال بعضهم: أو مات ولم يدفن، قيل: ويعتمد على العصبة. ولا يشترط هذا الشرط فقهاء الشافعية والحنابلة.

## شروط القائف
يشترط في القائف عدد من الشروط هي:
أ - الخبرة والتجربة: ذهب الشافعية إلى أنّه لا يوثق بقول القائف إلا بتجربته في معرفة النّسب عمليّاً، وذلك بأن يعرض عليه ولد في نسوة ليس فيهنّ أمّه ثلاث مرات، ثم في نسوة فيهنّ أمّه، فإن أصاب في المرات جميعاً اعتمد قوله... والأب مع الرّجال كذلك على الأصحّ، فيعرض عليه الولد في رجال كذلك.
ونص الحنابلة بأنّه يترك الصبيّ مع عشرة من الرّجال غير من يدعيه ويرى إياهم، فإن ألحقه بواحد منهم سقط قوله لأنّا تبينا خطأه، وإن لم يلحقه بواحد منهم أريناه إياه مع عشرين فيهم مدعيه، فإن ألحقه به لحق، ولو اعتبر بأن يرى صبيّاً معروف النّسب مع قوم فيهم أبوه أو أخوه، فإذا ألحقه بقريبه علمت إصابته، وإن ألحقه بغيره سقط قوله جاز وهذه التجربة عند عرضه على القائف للاحتياط في معرفة إصابته، وإن لم يجرب في الحال بعد أن يكون مشهوراً بالإصابة وصحة المعرفة في مرات كثيرة جاز.
ب - العدالة: اختلفت الرّوايات عن مالك في اشتراط عدالة القائف للعمل بقوله، فرواية ابن حبيب عن مالك أنّه يشترط العدالة في «القائف» الواحد، وروى ابن وهب عن مالك الاجتزاء بقول واحد كما تقدم عن ابن القاسم ولم يشترط العدالة.
أما الشافعية والحنابلة فيشترطون العدالة للعمل بقول القائف؛ لأنّه حكم فتشترط فيه.
ج - التعدّد: الأصحّ عند الجمهور أنّه لا يشترط التعدّد لإثبات النّسب بقول القائف، ويكتفى بقول قائف واحد كالقاضي والمخبر، لكن وجد في هذه المذاهب رأي آخر يقضي باشتراط التعدّد، جاء في «التبصرة» حكاية الخلاف عن مالك في الاجتزاء بقائف واحد كالأخبار، وهو قول ابن القاسم أو لا بد من قائفين، وهي رواية عن أشهب عن مالك، وقاله ابن دينار، ورواه ابن نافع عن مالك، ووجهه أنّه كالشهادة، قال بعض الشّيوخ والقياس على أصولهم أن يحكم بقول القائف الواحد، وظاهر كلام أحمد كما جاء في المغني أنّه لا يقبل إلا قول اثنين... فأشبه الشهادة... وقال القاضي: يقبل قول الواحد ; لأنّه حكم، ويقبل في الحكم قول واحد، وحمل كلام أحمد على ما إذا تعارض قول القائفين، والراجح في المذهب الاكتفاء بقول قائف واحد في إلحاق النّسب، وهو كحاكم، فيكفي مجرد خبره ; لأنّه ينفذ ما يقوله بخلاف الشاهد، وهو الراجح عند الشافعية كذلك. ومبنى الخلاف في اشتراط التعدّد أو عدم اشتراطه هو التردّد في اعتبار قول القائف من باب الشهادة أو الرّواية، وقد رجح القرافيّ إلحاق قول القائف بالشهادة للقضاء به في حقّ المعين واحتمال وقوع العداوة أو التّهمة لذلك، ولا يقدح انتصابه لهذا العمل على العموم فإنّ هذا مما يشترك فيه مع الشاهد، أما السّيوطيّ فيرجّح إلحاق قول القائف بالرّواية، يقول: والأصحّ الاكتفاء بالواحد تغليبًا لشبه الرّواية ; لأنّه منتصب انتصاباً عامّاً لإلحاق النّسب.
د - الإسلام: نص على اشتراطه الشافعية والحنابلة، وهو الراجح في المذهب المالكيّ، وقد سبقت الإشارة إلى الرّواية الأخرى في هذا المذهب، وهي القاضية بعدم اشتراط العدالة، ولا يسلّم بعض فقهاء الحنابلة بوجوب اشتراط هذا الشرط للعمل بقول القائف في مذهبهم.
هـ - الذّكورة والحرّية: الأصحّ في المذهب الشافعيّ اشتراط هذين الشرطين، وهو الراجح أيضاً عند الحنابلة، والمرجوح في المذهبين عدم اشتراط هذين الشرطين.
و - البصر والسمع، وانتفاء مظنّة التّهمة، بحيث لا يكون عدوّاً لمن ينفي نسبه، ولا أصلاً أو فرعاً لمن يثبت نسبه، نص على اشتراط ذلك الشافعية.
ويتخرج اعتبار هذه الشّروط كذلك عند من ألحقوا القائف بالشاهد أو القاضي أو المفتي فيشترط في القائف ما يشترط فيهم.